# Gedenkstätte für die Gefallenen der Roten Armee in Senftenberg

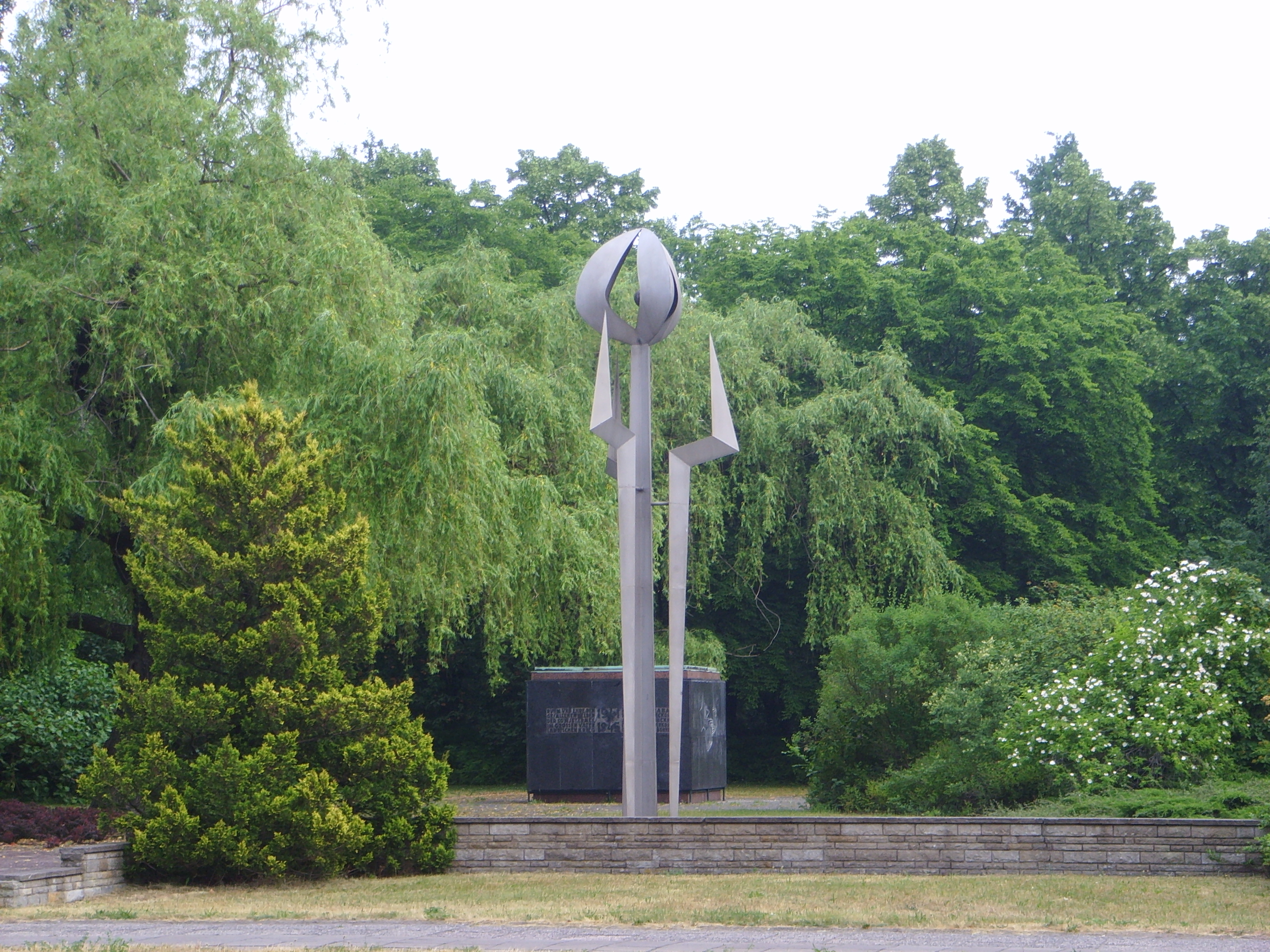
Denkmal

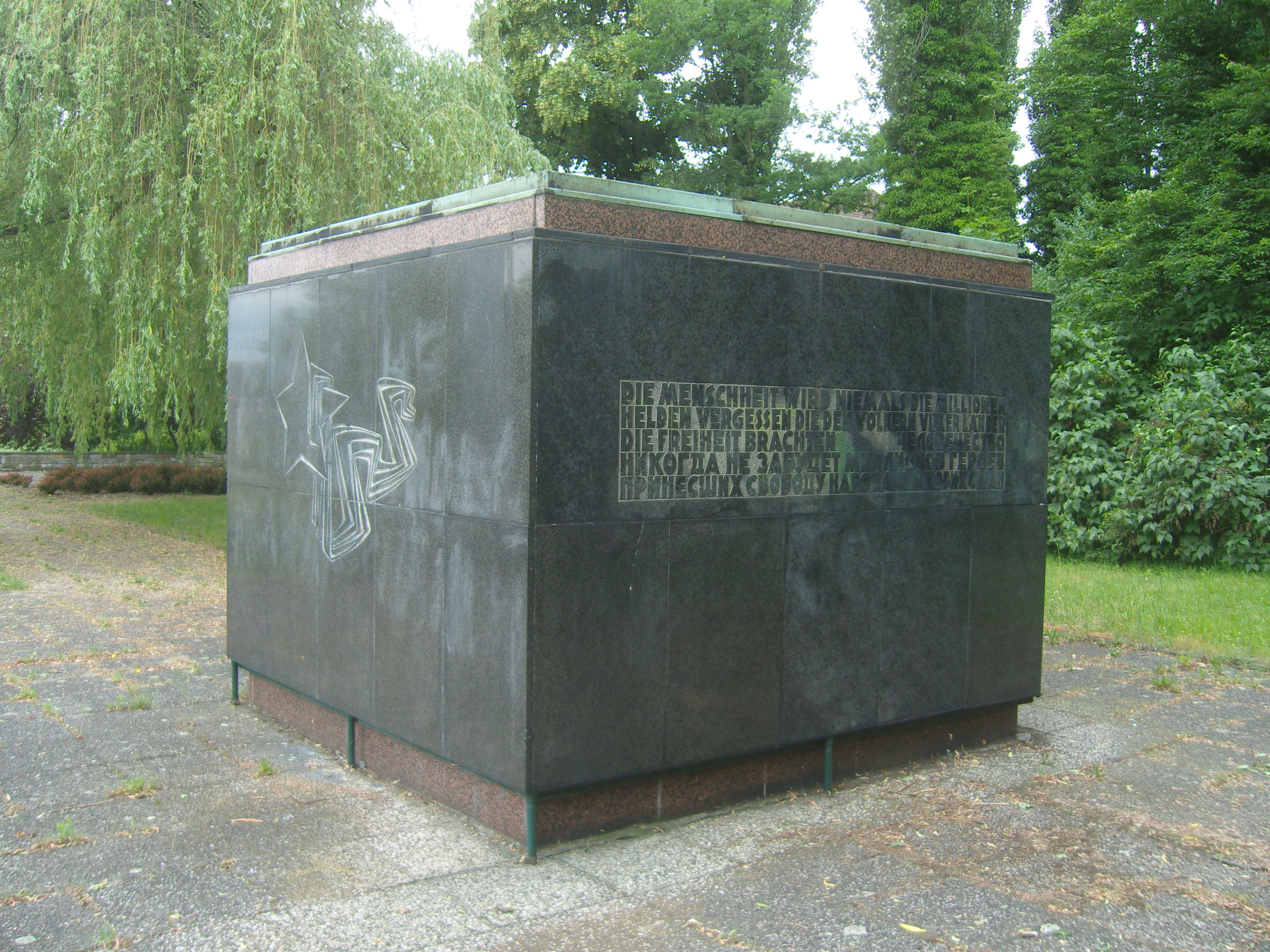
Quader

Die Gedenkstätte für die Gefallenen der Roten Armee ist ein von Ernst Sauer geschaffenes Denkmal in der Stadt Senftenberg. Es befindet sich an der Briesker Straße westlich des Neuen Friedhofs. Es ist denkmalgeschützt.  Das Ehrenmal erinnert an die gefallenen sowjetischen Soldaten der 1. Ukrainischen Front unter General Konew, die Senftenberg vom 19. bis 20. April 1945 befreiten. In unmittelbarer Nähe zum Ehrenmal befindet sich der Ehrenfriedhof für die gefallenen Soldaten.
Zum 30. Jahrestag der Befreiung wurde beschlossen, die Begräbnisstätte der im April 1945 gefallenen Soldaten umzugestalten. Beauftragt wurde der Senftenberger Bildhauer Ernst Sauer. Das Ehrenmal wurde am 8. Mai 1975 eingeweiht, anwesend war dabei unter anderem der erste Kommandant der Sowjetischen Kreiskommandatur Gardeoberst a. D. Iwan Soldatow. Bei dieser Umgestaltung wurden die Grabsteine der über 120 Soldaten entfernt. Im Jahr 2015 wurde das Denkmal saniert und am 1. September 2015 eröffnet. Bei dieser Sanierung wurden Tafeln mit den Namen der gefallenen Soldaten in kyrillischer Schrift angebracht. Im Eingangsbereich informieren Stelen über das Denkmal und die Kriegsgeschehnisse.
Das Ehrenmal besteht aus zwei räumlich leicht getrennten Teilen. Eine stilisierte metallene Blume wächst von drei 6,5 Meter hohen Bajonetten flankiert und soll zur Wachsamkeit mahnen. Ein mit einem dunklen magmatischen Gestein verkleideter Quader trägt in deutscher und russischer Sprache auf der Vorderseite die Aufschrift Ruhm und Ehre den gefallenen Helden der Sowjetarmee im Großen Vaterländischen Krieg 1941–45 und auf der Rückseite Die Menschheit wird niemals die millionen Helden vergessen die den Völkern vieler Länder die Freiheit brachten.